# 김진혁 (2002년)
김진혁(2002년 5월 22일 ~ )은 대한민국의 축구 선수이며, 포지션은 수비수이다.